# Petrolina (tiểu vùng)
Petrolina là một tiểu vùng thuộc bang Pernambuco, Brasil. Tiều vùng này có diện tích 15014 km², dân số năm 2007 là 348699 người.